# Shanyangosaurus niupanggouensis
 Shanyangosaurus niupanggouensis es la única especie conocida del género extinto   Shanyangosaurus  (“lagarto de Shanyang”) de dinosaurio terópodo celurosauriano, que vivió a finales del período Cretácico, hace aproximadamente 70 millones de años, en el Maastrichtiense, en lo que es hoy Asia.

## Descripción
Un relativamente pequeño dinosaurio carnívoro, de tamaño similar al Velociraptor o al Oviraptor, alrededor de 1,7 a 2,6 metros de largo, dependiendo de la cola. Su fémur es similar al de "Ingenia", pero más robusto, con un cuello debajo de la cabeza y por lo menos un surco separándola del trocánter mayor. El cuarto trocánter está ausente, y el surco intecondilio pasa de lado a lado. La tibia mide 127% el tamaño del fémur  y también muy similar a la de "Ingenia", ligeramente curvada hacia lateral y la cresta cnemial de diferente forma. Siendo más larga y más prominente, esto es una de las características que lo hacen único, ya que s más grande que los mismos condilos de la tibia y una de las causas por a que no se lo considera Nomen dubium. El cuarto metatarsiano es muy robusto, y mide un 53 % del fémur, similar al de otros Coelurosauria y distinto al de los Arctometatarsalia, siendo más ancho que profundo. El pedal ungular es no tan profundo como tericinosáuridos, pero si más que Nedcolbertia. Es más curvo que el de los ornitomímidos, pero menos que el de los dromeosáuridos.

## Descubrimiento e investigación
Encontrado en la Formación Shanyang,  Shaanxi, China, y conocido por unos pocos huesos de la pata trasera. Estos huesos han sido reportados como huecos; que junto con otras características del fémur y los huesos de los pies sugieren que se trataba de un miembro de Coelurosauria, pero desafortunadamente la familia a la que pertenece se desconoce. Holtz et al. Asignaron  a Shanyangosaurus en Avetheropoda.

## Clasificación
Shanyangosaurus fue identificado originalmente solamente al nivel de Theropoda. Shanyangosaurus es obviamente un cierto tipo de terópodo con un metatarso no-arctometatarsaliano sin fundir, un acromión bajo y una cabeza femoral elevada. Esta combinación particular  se conoce solamente en ovirraptóridos, aunque varios otros grupos podrían tener esta combinación de características,  como Ornitholestes, Caudipteryx, Microvenator, Bagaraatan, Protarchaeopteryx, Alvarezsaurus, Patagonykus, Unenlagia y Rahonavis. Shanyangosaurus tiene un húmero no de alvarezsáuridos, así que Alvarezsaurus y Patagonykus se eliminan.
El omóplato de Shanyangosaurus tiene un acromion obvio, pero no como pájaro o como Unenlagia o Rahonavis. Ornitholestes y Protarchaeopteryx no son están bien descrito para  comparar a Shanyangosaurus, aunque Protarchaeopteryx no tiene ninguna semejanza verdadera y Ornitholestes es en una posición filogenética donde usted esperaría que tuviera un acromion plesiomorfico alto. Bagaraatan tiene una tibia más ancha que profundamente en proximal y un tibiotarsos fundido, distinto de Shanyangosaurus. Caudipteryx tiene un proceso anterior proyectado del acromion y un metatarso IV mucho más delgado. Microvenator es más delgado con una cresta cnemial más débil, pero comparte la ausencia de un cuarto trocánter con Shanyangosaurus, así que pueden estar relacionados. Shanyangosaurus se compara con Microvenator y a los ovirraptóridos y es por lo tanto probablemente un oviraptorosauriano, que es congruente con el horizonte y el lugar.